# دوره یخچالی

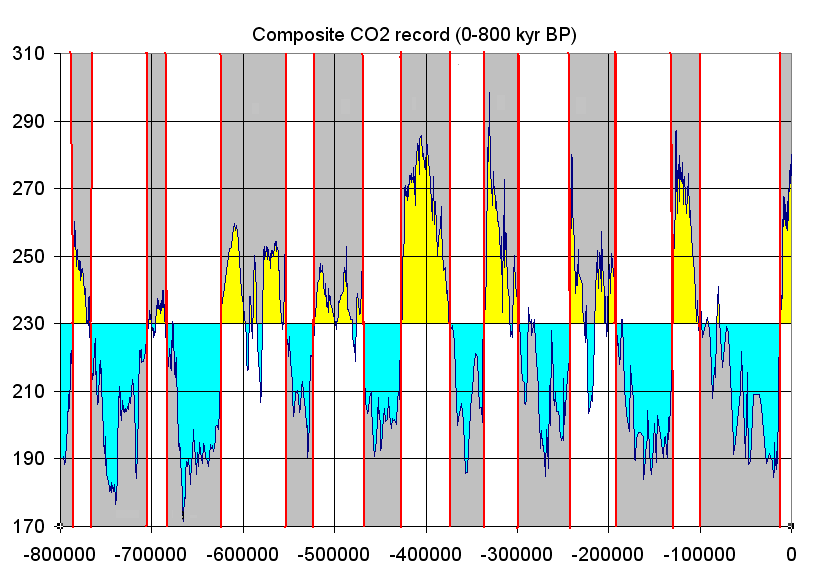
چرخه‌های یخچالی و میان‌یخچالی بر پایه کربن دی‌اکسید اندازه‌گیری‌شده در هسته‌های یخی به قدمت ۸۰۰۰۰۰ سال پیش.

دوره یخچالی، دوره یخساری یا یخگیری به دوره‌ای گفته می‌شود که یک منطقه به وسیله یخچال یا یخسار پوشیده می‌شود.
دوره یخچالی بازه زمانی در مقیاس هزاران سال در طی یک عصر یخبندان است که که دمای پایین و پیشروی یخچال‌های طبیعی شناخته می‌شود. از سوی دیگر دوره میان‌یخچالی به دوره‌ای گفته می‌شود که بین دو دوره یخچالی قرار داشته و دمای هوا در آن دوره بالا است. آخرین عصر یخبندان حدود ۱۵۰۰۰ سال پیش پایان یافته‌است. دور هولوسن دوره میان‌یخچالی کنونی است.
در دوره یخچالی یخسارهای انبوه از شمالگان و جنوبگان به سوی استوا پیشرفت می‌کنند. یخگیری با خود آب و هوای سرد و نمناک و یخسارهای ستبر رو به جنوب هر قطب به همراه دارد.
در چنین دوره‌ای یخچال‌های کوهستانی که پیش از آن در بلندی‌ها حضور داشتند به ارتفاعات پایین‌تر می‌گسترند. همچنین رویهٔ دریاها فرو می‌افتد. علت آن حضور حجم بزرگی از آب موجود در یخپهنه‌های بالای سطح دریاهاست.